# Lacerdópolis
Lacerdópolis är en kommun i Brasilien.   Den ligger i delstaten Santa Catarina, i den södra delen av landet, 1 300 km söder om huvudstaden Brasília. Antalet invånare är 2 197.
I omgivningarna runt Lacerdópolis växer huvudsakligen savannskog. Runt Lacerdópolis är det ganska tätbefolkat, med 83 invånare per kvadratkilometer.